# Faye Sultan
Faye Sultan, född 20 oktober 1994, är en kuwaitisk simmare. 
Sultan tävlade för Kuwait vid olympiska sommarspelen 2012 i London, där hon blev utslagen i försöksheatet på 50 meter frisim. Vid olympiska sommarspelen 2016 i Rio de Janeiro tävlade Sultan som en individuell idrottsutövare. Även denna gång blev hon utslagen i försöksheatet på 50 meter frisim.